# Championnat de Malte de football 1978-1979
Navigation
Saison précédente Saison suivante
La saison 1978-1979 de First Division Maltaise était la soixante-quatrième édition de la première division maltaise.
Lors de cette saison, le La Vallette FC a tenté de conserver son titre de champion face aux neuf meilleurs clubs maltais lors d'une série de matchs se déroulant sur toute l'année.
Lors de cette saison, une nouvelle formule a été testée, mais elle sera abandonnée dès la fin de la saison. Les dix clubs participants au championnat ont été divisés en deux groupes de cinq au sein desquels ils ont été confrontés à deux reprises aux quatre autres. Les deux premiers de chaque groupe se sont retrouvés dans un groupe des champions pour se disputer la victoire finale, les compteurs ayant été remis à zéro. Les autres clubs se sont retrouvés dans un groupe de relégation et ont conservé un bonus de point par rapport à leur classement lors de la première phase.
C'est le Paola Hibernians FC qui a été sacré champion de Malte pour la quatrième fois.
Deux places étaient qualificatives pour les compétitions européennes, la troisième place étant celle du vainqueur du Trophée Rothman 1978-1979.

## Qualifications en coupe d'Europe
À l'issue de la saison, le champion a participé au 1er tour de la Coupe des clubs champions 1979-1980.
Le vainqueur du Trophée Rothman a pris la place pour la Coupe des coupes 1979-1980.
Le deuxième du championnat a pris la place en Coupe UEFA 1979-1980.

## Les dix clubs participants
| Club                | Stade             | Capacité | Ville      |
| ------------------- | ----------------- | -------- | ---------- |
| Floriana FC         | -                 | -        | Floriana   |
| Ghaxaq FC           | -                 | -        | Ghaxaq     |
| Hamrun Spartans     | Victor Tedesco    | 6 000    | Hamrun     |
| Paola Hibernians FC | Hibernians Ground | 8 000    | Paola      |
| Marsa FC            | -                 | -        | Marsa      |
| Msida Saint-Joseph  | -                 | -        | Msida      |
| Qormi FC            | -                 | -        | Qormi      |
| Sliema Wanderers FC | Guze Fava Ground  | 4 000    | Sliema     |
| St. George's FC     | -                 | -        | Bormla     |
| La Vallette FC      | -                 | -        | La Valette |

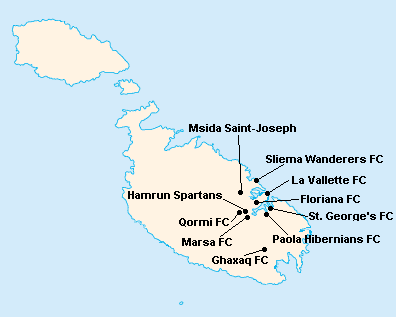
Localisation des clubs engagés dans le championnat.

L'île de Malte étant relativement petite, les clubs évoluent tous au stade National Ta'Qali (17 400 places). Certain cependant ont leur propre enceinte qu'ils peuvent éventuellement utiliser.

## Compétition

### Phase 1

#### Classement
| Rang | Équipe                  | Pts | J | G | N | P | Bp | Bc | Diff |
| ---- | ----------------------- | --- | - | - | - | - | -- | -- | ---- |
| 1    | Sliema Wanderers FC (C) | 14  | 8 | 7 | 0 | 1 | 16 | 5  | +11  |
| 2    | Paola Hibernians FC     | 11  | 8 | 5 | 1 | 2 | 11 | 6  | +5   |
| 3    | Marsa FC                | 8   | 8 | 3 | 2 | 3 | 8  | 8  | 0    |
| 4    | Hamrun Spartans         | 4   | 8 | 1 | 2 | 5 | 4  | 13 | -9   |
| 5    | Qormi FC (P)            | 3   | 8 | 1 | 1 | 6 | 7  | 14 | -7   |

| Rang | Équipe             | Pts | J | G | N | P | Bp | Bc | Diff |
| ---- | ------------------ | --- | - | - | - | - | -- | -- | ---- |
| 1    | La Vallette FC (T) | 14  | 8 | 6 | 2 | 0 | 18 | 3  | +15  |
| 2    | Floriana FC        | 14  | 8 | 6 | 2 | 0 | 17 | 2  | +15  |
| 3    | St. George's FC    | 6   | 8 | 2 | 2 | 4 | 9  | 15 | -6   |
| 4    | Ghaxaq FC (P)      | 3   | 8 | 1 | 1 | 6 | 8  | 18 | -10  |
| 5    | Msida Saint-Joseph | 3   | 8 | 1 | 1 | 6 | 4  | 18 | -14  |

| Légende : Qualifications et relégations | Légende : Qualifications et relégations                                                     |
| --------------------------------------- | ------------------------------------------------------------------------------------------- |
|                                         | Qualifié pour le tour des champions                                                         |
|                                         | Qualifié pour le tour de relégation                                                         |
|                                         | (T) : Tenant du titre 1977-1978 (P) : Promu en 1977-1978 (C) : Vainqueur du Trophée Rothman |

### Phase 2

#### Classement
| Rang | Équipe                  | Pts | J | G | N | P | Bp | Bc | Diff |
| ---- | ----------------------- | --- | - | - | - | - | -- | -- | ---- |
| 1    | Paola Hibernians FC     | 11  | 6 | 5 | 1 | 0 | 12 | 5  | +7   |
| 2    | La Vallette FC (T)      | 6   | 6 | 2 | 2 | 2 | 7  | 6  | +1   |
| 3    | Sliema Wanderers FC (C) | 4   | 6 | 2 | 0 | 4 | 7  | 9  | -2   |
| 4    | Floriana FC             | 3   | 6 | 1 | 1 | 4 | 5  | 11 | -6   |

| Rang | Équipe             | Pts | J  | G | N | P | Bp | Bc | Diff |
| ---- | ------------------ | --- | -- | - | - | - | -- | -- | ---- |
| 5    | Hamrun Spartans    | 19  | 10 | 8 | 2 | 0 | 23 | 4  | +19  |
| 6    | Marsa FC           | 15  | 10 | 5 | 3 | 2 | 22 | 8  | +14  |
| 7    | St. George's FC    | 11  | 10 | 4 | 1 | 5 | 13 | 20 | -7   |
| 8    | Qormi FC (P)       | 10  | 10 | 3 | 4 | 3 | 17 | 13 | +4   |
| 9    | Ghaxaq FC (P)      | 8   | 10 | 3 | 1 | 6 | 9  | 19 | -10  |
| 10   | Msida Saint-Joseph | 3   | 10 | 1 | 1 | 8 | 5  | 25 | -20  |

| Légende : Qualifications et relégations | Légende : Qualifications et relégations                                                     |
| --------------------------------------- | ------------------------------------------------------------------------------------------- |
|                                         | Coupe des clubs champions 1979-1980 (1er Tour)                                              |
|                                         | Coupe des coupes 1979-1980 (1er Tour)                                                       |
|                                         | Coupe UEFA 1979-1980 (1er Tour)                                                             |
|                                         | Relégation en Second Division Maltaise                                                      |
|                                         | (T) : Tenant du titre 1977-1978 (P) : Promu en 1977-1978 (C) : Vainqueur du Trophée Rothman |

## Bilan de la saison
| Tableau d'Honneur       |                     |
| Compétition             | Vainqueur           |
| First Division Maltaise | Paola Hibernians FC |
| Trophée Rothman         | Sliema Wanderers FC |

| Qualifications européennes 1979-1980 |                     |
| Coupe des clubs champions            | Qualifiés           |
| 1er tour                             | Paola Hibernians FC |
| Coupe des coupes                     | Qualifiés           |
| 1er tour                             | Sliema Wanderers FC |
| Coupe UEFA                           | Qualifiés           |
| 1er tour                             | La Vallette FC      |

| Promotions et relégations            |                                 |
| Relégués en Second Division Maltaise | Ghaxaq FC Msida Saint-Joseph    |
| Promus de Second Division Maltaise   | Birkirkara FC Zebbug Rangers FC |